# Elementi del gruppo 9

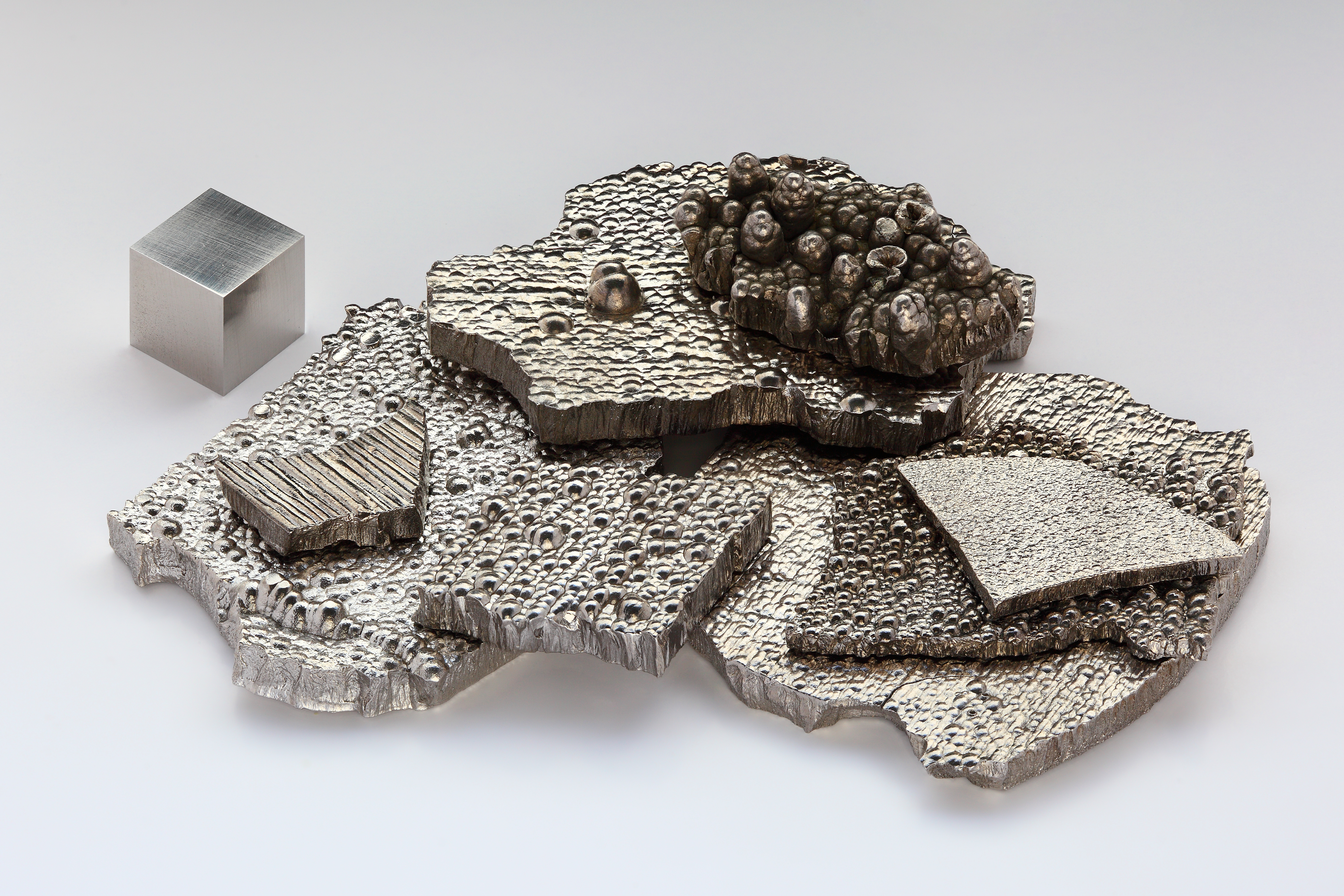
Frammenti di cobalto puro al 99,9% vicino ad un cubo di 1 cm^{3} di cobalto puro al 99,8%.

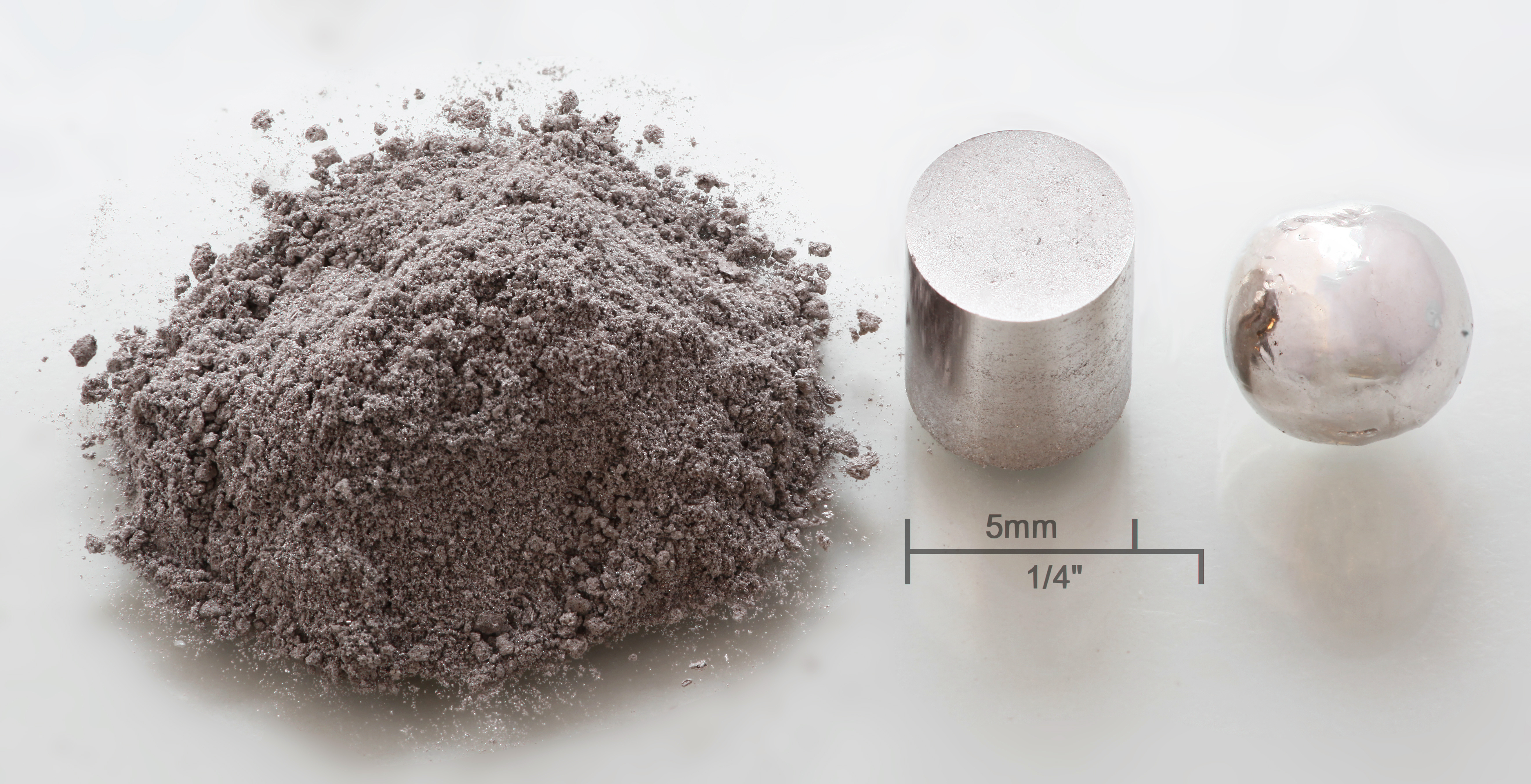
Tre campioni di rodio: 1g in polvere, 1g pressato in forma cilindrica, e 1g di rodio fuso con un arco elettrico in atmosfera inerte.

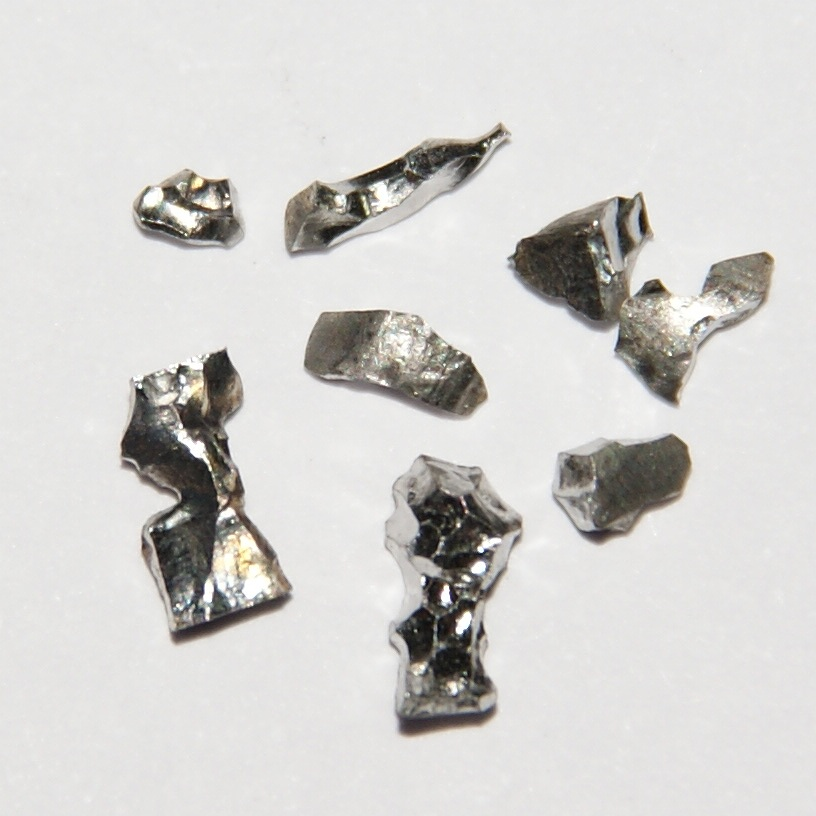
Frammenti di iridio.

Gli elementi del gruppo 9 sono: cobalto (Co), rodio (Rh), iridio (Ir) e meitnerio (Mt). Il gruppo 9 fa parte del blocco d della tavola periodica e i suoi componenti sono metalli di transizione. Il meitnerio è un elemento artificiale radioattivo; ne sono stati prodotti solo alcuni atomi e le sue proprietà chimiche sono poco note. Nella nomenclatura precedente questo gruppo faceva parte del gruppo VIII o VIIIB a seconda di diverse convenzioni usate rispettivamente in Europa e negli Stati Uniti d'America.
| Legenda dei colori della tabella a destra: | Metalli di transizione |

A temperatura ambiente questi elementi sono tutti solidi; il colore rosso per il numero atomico indica che l'elemento è sintetico e non si trova in natura.

## Fonti
Sulla Terra la maggior parte del cobalto è contenuta nel nucleo, mentre sulla crosta terrestre è poco comune, essendo il trentaduesimo elemento per abbondanza. Il cobalto si ottiene come sottoprodotto della lavorazione del nichel o anche da vari minerali come la cobaltite (CoAsS). Ogni anno si producono circa 53 000 tonnellate di cobalto. Il rodio è uno dei metalli più rari: risulta il settantanovesimo elemento per abbondanza sulla crosta terrestre. Esistono alcuni minerali di rodio, ma non sono utili per ricavare il metallo, che si ottiene come sottoprodotto della raffinazione di minerali di rame e nichel. Si producono circa 30 tonnellate di rodio all'anno. L'iridio è ancora più raro del rodio, essendo l'ottantaquattresimo elemento per abbondanza sulla crosta terrestre. Si trova in forma metallica, spesso in lega con l'iridio (osmiridio), ma per la maggior parte si ottiene come sottoprodotto della raffinazione del nichel. Se ne producono circa tre tonnellate all'anno.

## Tossicità e ruolo biologico
Il cobalto è presente nella Vitamina B12, composto organometallico essenziale per tutti gli animali, uomo compreso. L'uomo non è in grado di sintetizzare la Vitamina B12, ma il fabbisogno dell'organismo viene ampiamente coperto da una dieta normale. La carenza di questa vitamina causa anemia perniciosa. Un corpo umano contiene circa 1-2 mg di cobalto. Altri composti del cobalto sono in genere ritenuti poco tossici, ma possono danneggiare cuore e tiroide. Rodio e iridio non hanno ruoli biologici. Sono elementi talmente rari che la piccolissima quantità contenuta in un corpo umano non è nota con precisione. Composti di rodio e iridio sono considerati poco tossici, e la loro rarità rende estremamente improbabili casi di avvelenamento.

## Applicazioni
Il cobalto è usato in leghe metalliche, ceramiche, coloranti e catalizzatori. Una delle leghe più note è l'Alnico impiegata per costruire magneti permanenti. Il pigmento blu cobalto oltre che in pittura è usato in ceramiche, piastrelle e vetri. Catalizzatori a base di cobalto sono usati dall'industria chimica nel processo Fischer-Tropsch per produrre combustibile sintetico. L'isotopo radioattivo cobalto-60 è usato in radioterapia e per sterilizzare alimenti e attrezzature mediche. La maggior parte del rodio è usato nel convertitore catalitico dei veicoli a motore. Il resto è usato come catalizzatore nell'industria chimica in vari processi tra i quali idrogenazione e idroformilazione, nonché in prodotti minori. L'iridio è usato per la sua durezza e per la sua resistenza alla corrosione in leghe speciali e in vari componenti elettrici ed elettronici. Catalizzatori a base di iridio sono usati nel processo Cativa per produrre acido acetico.

## Proprietà degli elementi

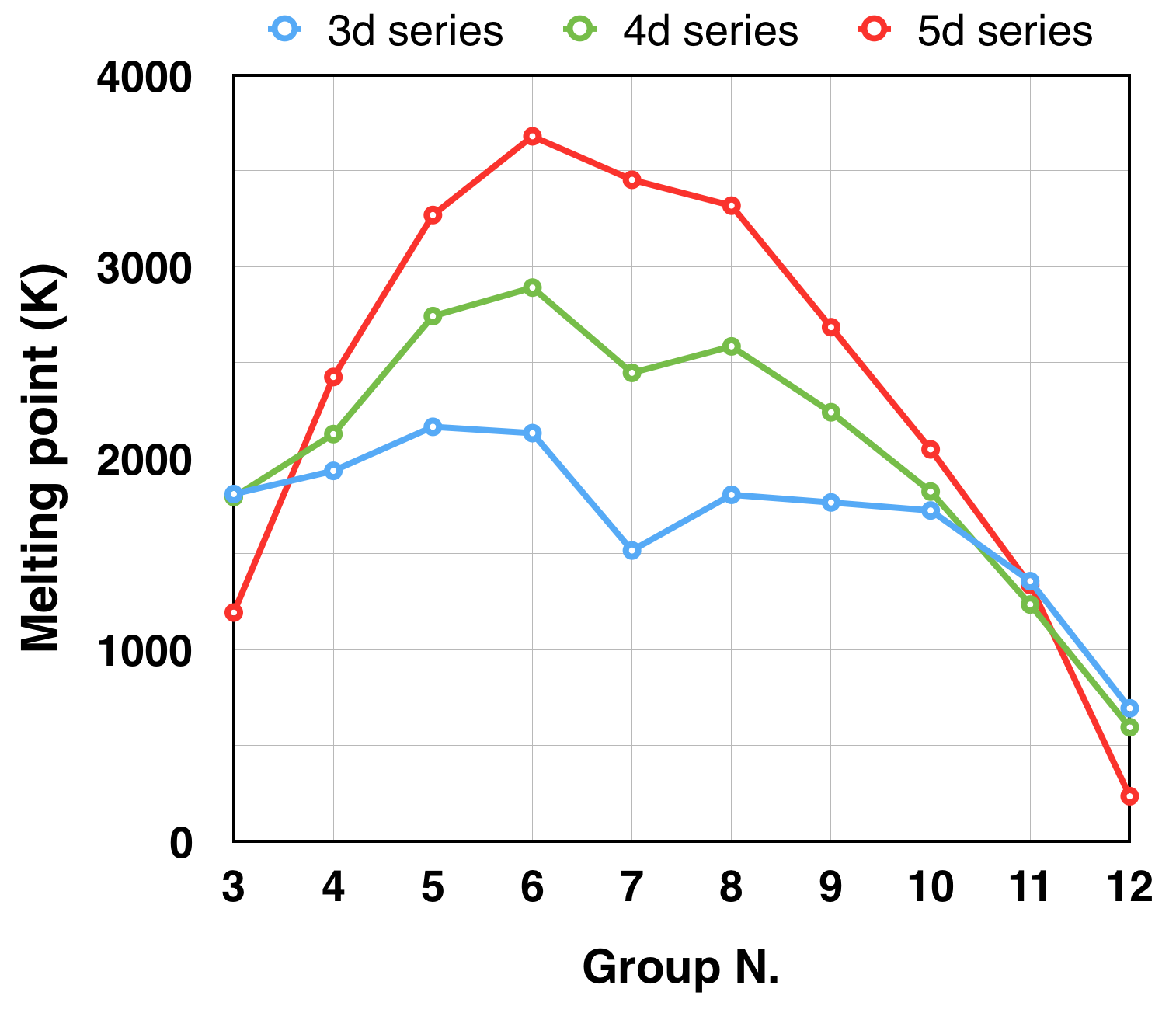
Punti di fusione degli elementi del blocco d.

Cobalto, rodio e iridio sono elementi tipicamente metallici, con aspetto lucido e argenteo. In analogia al gruppo precedente, rodio e iridio sono molto duri, mentre il cobalto lo è di meno, anche se è comunque più duro del ferro. Gli elementi di questo gruppo hanno nove elettroni nei sei orbitali esterni d ed s; la necessità di accoppiare più elettroni fa calare il numero di elettroni spaiati da usare in legami con atomi vicini. Rispetto al gruppo precedente continua quindi a indebolirsi la forza del legame metallico, come segnalato dai valori del punto di fusione e di ebollizione, che continuano a calare rispetto ai massimi osservati nel gruppo 6. Spostandosi a destra nel blocco d le dimensioni degli elementi continuano progressivamente a calare. Rodio e iridio, i due elementi più pesanti, hanno dimensioni simili come conseguenza della contrazione lantanidica.
| Proprietà                               | Cobalto      | Rodio        | Iridio            |
| --------------------------------------- | ------------ | ------------ | ----------------- |
| Peso atomico (u)                        | 58,93        | 102,91       | 192,22            |
| Configurazione elettronica              | [Ar] 3d7 4s2 | [Kr] 4d8 5s1 | [Xe] 4f14 5d7 6s2 |
| Punto di fusione (°C)                   | 1495         | 1960         | 2443              |
| Punto di ebollizione (°C)               | 3100         | 3760         | ≈4550             |
| Densità (g/cm3a 25 °C)                  | 8,90         | 12,39        | 22,56             |
| Raggio metallico (pm)                   | 125          | 134          | 136               |
| Raggio ionico M(IV) (pm)                | 53           | 60           | 62,5              |
| Elettronegatività (Pauling)             | 1,8          | 2,2          | 2,2               |
| Entalpia di fusione (kJ·mol−1)          | 16,3         | 21,6         | 26,4              |
| Entalpia di vaporizzazione (kJ·mol−1)   | 382          | 494          | 612               |
| Entalpia di atomizzazione (kJ·mol−1)    | 425          | 556          | 669               |
| Resistività elettrica a 20 °C (Ω·m·108) | 6,24         | 4,33         | 4,71              |

## Reattività chimica e andamenti nel gruppo[2][3][4]
Il cobalto è meno reattivo del ferro e quindi le sue proprietà non sono così diverse da quelle dei due congeneri superiori, come succedeva nel precedente gruppo 8. Ad esempio, il cobalto è più resistente all’ossidazione dell’ossigeno atmosferico, e si ossida solo ad alta temperatura. Negli acidi diluiti si scioglie lentamente formando composti di Co(II). Rodio e iridio reagiscono lentamente con l’ossigeno solo al calor rosso, mentre sono inattaccabili dagli acidi e anche dall'acqua regia.

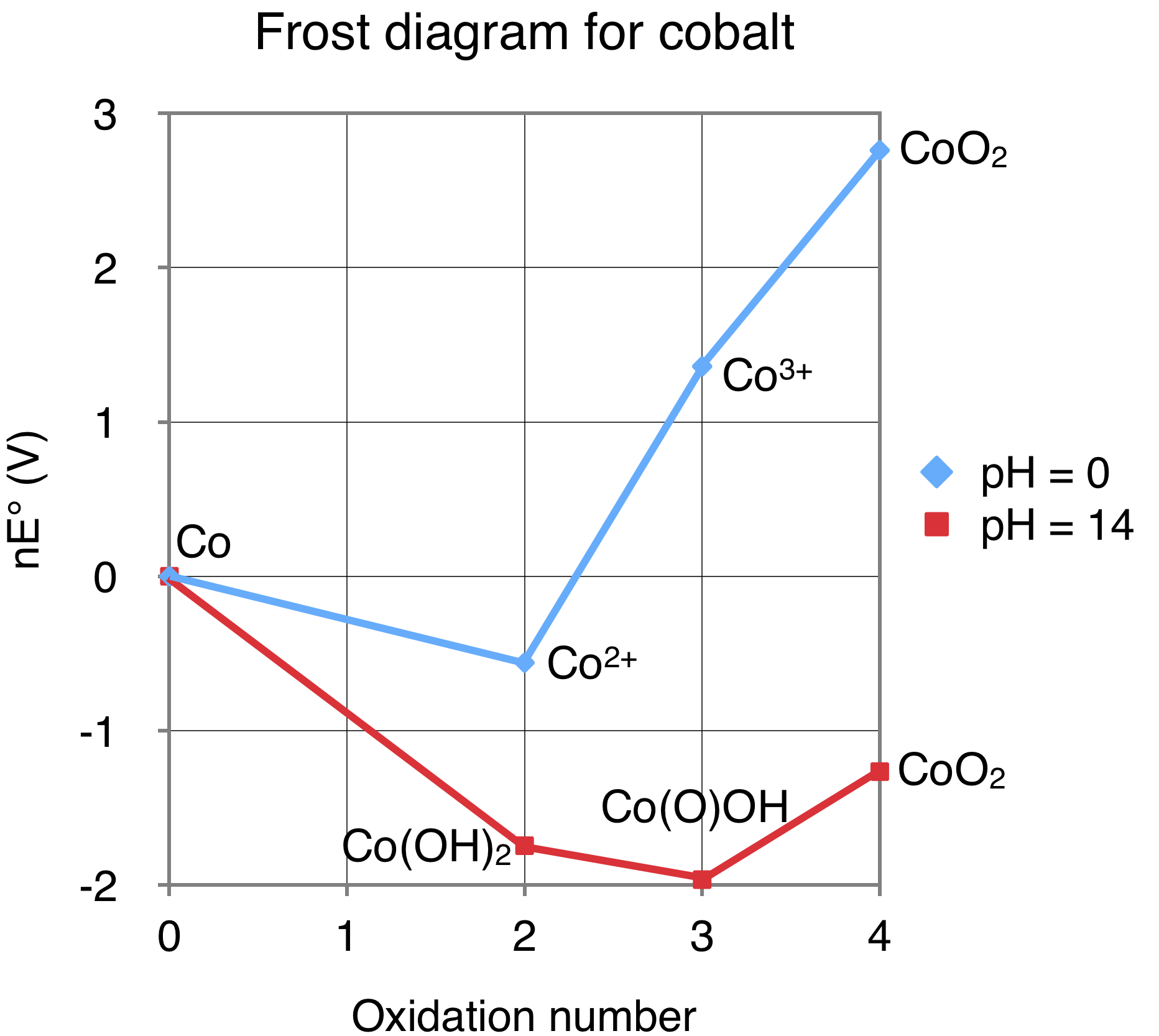
Diagramma di Frost per il cobalto.

Per quanto riguarda gli stati di ossidazione, procedendo lungo il blocco d, questo è il primo gruppo dove il numero dei possibili stati di ossidazione diminuisce. Questo è dovuto alla crescente stabilità degli elettroni (n-1)d, che a questo punto sono attratti dal nucleo in maniera sufficiente da impedire il raggiungimento degli stati di ossidazione più elevati. Da questo punto in poi non ha quindi più senso parlare di stato di ossidazione massimo del gruppo. Sono noti gli stati di ossidazione +5 per il cobalto e +6 per rodio e iridio, ma sono casi rari e poco caratterizzati. Gli stati di ossidazione più comuni sono +2 per il cobalto, +3 per il rodio e +4 per l’iridio; viene quindi rispettato l’andamento usuale con una maggior stabilità degli stati di ossidazione più alti scendendo lungo un gruppo.
Per il cobalto è piuttosto comune anche lo stato di ossidazione +3. Sono noti sia Co(H2O)62+ che Co(H2O)63+, ma il secondo è un forte ossidante in soluzione acquosa e si riduce rapidamente a Co(II) liberando ossigeno. Di conseguenza, ci sono molti sali di Co(II) e pochi di Co(III). Il Co(III) forma invece numerosissimi complessi, specie con leganti all'azoto, quasi tutti a basso spin, configurazione elettronica t2g6. 
A partire da questo gruppo si osserva una minor tendenza a raggiungere numeri di coordinazione molto elevati; il cobalto raramente supera il 6. Da questo gruppo diventano rari anche gli ossoanioni, probabilmente perché la loro formazione richiede la donazione di elettroni π dall'ossigeno al metallo, e il metallo ha difficoltà ad acquistarli perché ha già molti elettroni d.